# Buehler Classic
De Buehler Classic was een golftoernooi in de Verenigde Staten, dat deel uitmaakte van de Legends Tour. Het toernooi vond telkens plaats op de Victoria National Golf Club in Newburgh, Indiana.
Het toernooi wordt gespeeld in een strokeplay-formule met twee ronden er is geen cut.

## Winnaressen
| Jaar | Winnares     | Score | Score | Info                   |
| ---- | ------------ | ----- | ----- | ---------------------- |
| 2003 | Lori West    | 70    | –2    | Afgewerkt in een ronde |
| 2004 | Barb Moxness | 140   | –4    | [ 2 ]                  |